# Packmitteltechnologe

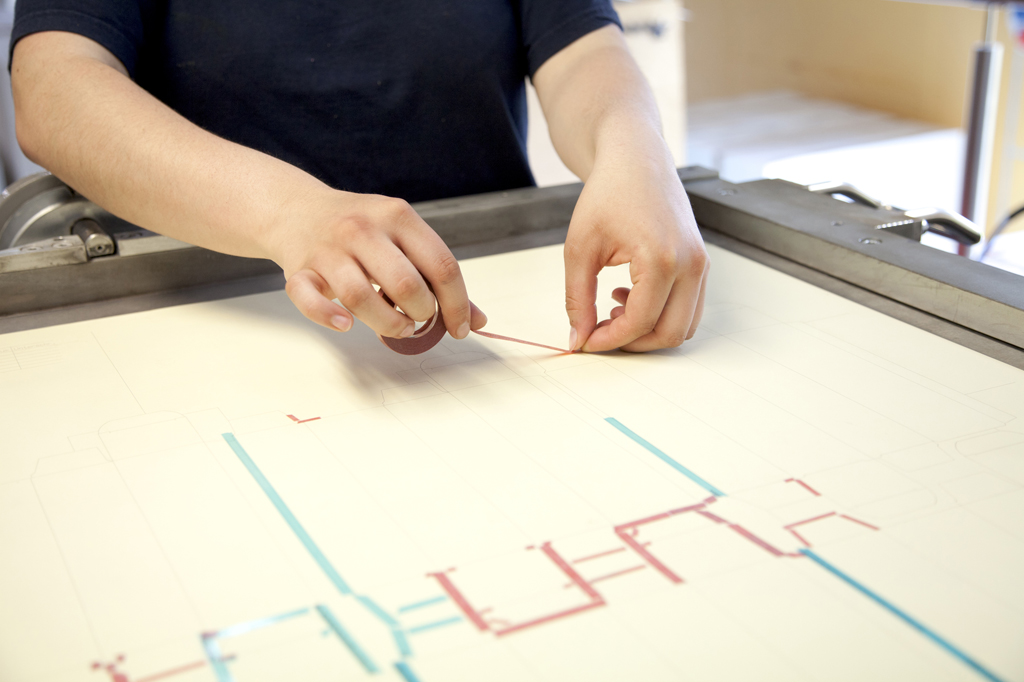
Packmitteltechnologie

Der Packmitteltechnologe ist seit dem 1. August 2011 in Deutschland der Nachfolgeberuf des staatlich anerkannten Ausbildungsberufs Verpackungsmittelmechaniker.

## Ausbildungsdauer und Struktur

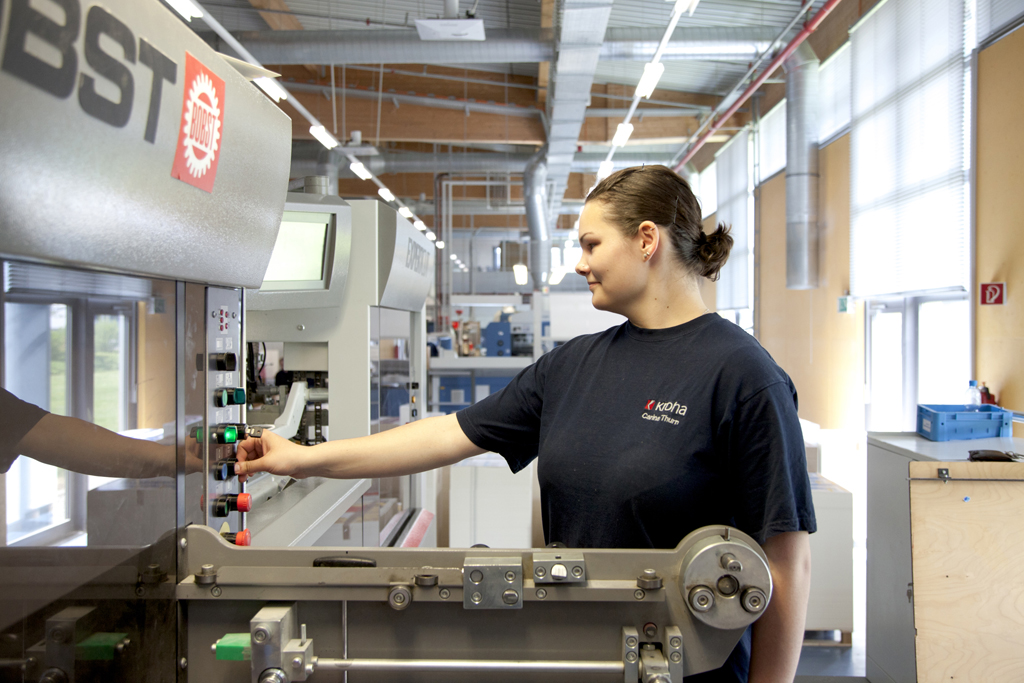
Packmitteltechnologin

Die Ausbildungsdauer zum Packmitteltechnologen beträgt drei Jahre. Die Ausbildung erfolgt an den Lernorten Betrieb und Berufsschule.
In der neuen Ausbildungsordnung sind je zwei Wahlqualifikationen in einem Umfang von acht Wochen vorgesehen:
- Metallbearbeitung
- Steuerungstechnik
- Spezielle Fertigungsverfahren
- Computerunterstützte Mustererstellung

Darüber hinaus kann der Betrieb zwei weitere Wahlqualifikationen in einem Umfang von je zehn Wochen wählen. Hierfür stehen zur Auswahl:
- Stanzformenbau
- Veredelungstechnik
- Leitstandtechnik und Inlineproduktion
- Labor
- Mechanik und Steuerungstechnik
- Computerunterstützte Packmittelentwicklung und Design[2]

## Ziel der Neuordnung
Die aktuelle Ausbildungsordnung aus dem Jahr 2001 ist nicht flexibel genug aufgestellt. Geplant ist daher, in die Ausbildungsordnung Wahlqualifikationseinheiten einzuführen. Das bedeutet, dass in den Ausbildungsvorschriften gemeinsame Inhalte aufgenommen werden, die alle Auszubildenden erlernen sollen. Daneben gibt es jedoch modular aufgebaute Inhalte, die der Betrieb entsprechend den Neigungen des Auszubildenden und seinen betrieblichen Bedürfnissen auswählen kann.
Die neue Berufsbezeichnung soll den technischen Fortschritt bei der Herstellung von Packmitteln widerspiegeln und die Attraktivität für Jugendliche erhöhen.

## Zwischen- und Abschlussprüfung

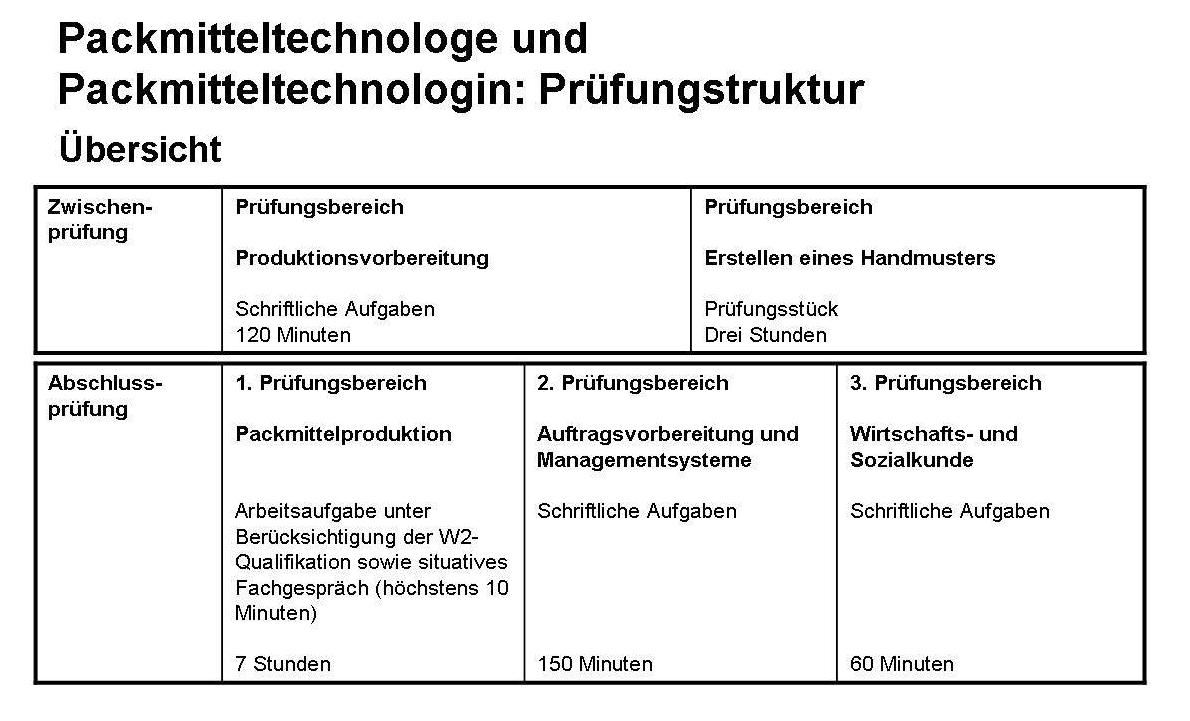
Übersicht der Prüfung zum Packmitteltechnologen

In diesem Beruf findet eine konventionelle Zwischen- und Abschlussprüfung statt (d. h. keine gestreckte Abschlussprüfung). Die Zwischenprüfung dient dazu, den Ausbildungsstand des Auszubildenden zu ermitteln. Sie soll ihm eine Information darüber geben, wo mögliche Defizite liegen, die bis zur Abschlussprüfung auszugleichen sind. Mit der Abschlussprüfung soll festgestellt werden, ob der Auszubildende die berufliche Handlungsfähigkeit erworben hat. Er soll nachweisen, „dass er die erforderlichen beruflichen Fertigkeiten beherrscht, die notwendigen beruflichen Kenntnisse und Fähigkeiten besitzt und mit dem im Berufsschulunterricht zu vermittelnden, für die Berufsausbildung wesentlichen Lehrstoff vertraut ist. Die Ausbildungsordnung ist zugrunde zu legen.“. Die Prüfungsaufgaben werden vom ZFA Druck-Medien bereitgestellt. Die Prüfung findet vor einer IHK statt.

### Zwischenprüfung
Die Zwischenprüfung umfasst die Inhalte der ersten drei Ausbildungshalbjahre und soll vor dem Ende des zweiten Ausbildungsjahres stattfinden. Es sind die beiden Prüfungsbereiche Produktionsvorbereitung und Erstellen eines Handmusters vorgesehen.
Im Prüfungsbereich Produktionsvorbereitung soll der Auszubildende zur Umsetzung der Kundenanforderungen Arbeitsschritte planen, Arbeitsmittel festlegen, Materialien auswählen, Anforderungen des Arbeits-,
Gesundheits- und Umweltschutzes sowie der Wirtschaftlichkeit berücksichtigen, Auftragsdaten zum Rüsten und Steuern der Packmittelmaschine umsetzen,  die Auswahl von Materialien und Werkzeugen sowie Fertigungs- und Lagermöglichkeiten darstellen und dabei qualitätssichernde Maßnahmen aufzeigen. Dieser Nachweis erfolgt durch die Bearbeitung schriftlicher Aufgaben in einem Umfang von 120 Minuten.
Im Prüfungsbereich Erstellen eines Handmusters stellt er in drei Stunden ein Prüfungsstück her. Er soll dabei zeigen, Packmittel unter Beachtung technischer und organisatorischer Vorgaben entwerfen, technische Zeichnungen von Hand anfertigen und Handmuster manuell herstellen kann.

### Abschlussprüfung
Die Abschlussprüfung besteht aus drei Prüfungsbereichen:
- Packmittelproduktion,
- Auftragsvorbereitung und Managementsysteme sowie
- Wirtschafts- und Sozialkunde.

#### Prüfungsbereich Packmittelproduktion
Der Prüfungsteilnehmer richtet in sieben Stunden eine Maschine bzw. eine Anlage für zwei Fertigungsverfahren ein und fährt diese. Die im Ausbildungsvertrag festgelegte Wahlqualifikationseinheit wird dabei berücksichtigt. Außerdem wird ein situatives Fachgespräch geführt, welches maximal 10 Minuten dauert.
Er zeigt dabei, dass er die für den Arbeitsauftrag benötigten Unterlagen und Materialien zum Einrichten von Packmittelmaschinen beschaffen, Arbeitsprozesse unter Beachtung wirtschaftlicher, ökologischer, technischer und organisatorischer Vorgaben kundenorientiert durchführen und dokumentieren, Maschinen und Anlagen rüsten sowie die Produktion anfahren und steuern, das Produktionsergebnis prüfen, beurteilen und optimieren kann. Weiterhin wird nachgewiesen, dass Packmittel in der vorgegebenen Qualität termingerecht
und wirtschaftlich hergestellt sowie Maßnahmen zur Behebung von Störungen eingeleitet, Instandhaltungs- und Wartungsarbeiten durchgeführt sowie Sicherheitseinrichtungen auf ihre
Wirksamkeit zu überprüfen werden können. Er soll weiterhin nachweisen, dass er in der Lage ist, Prozessdaten und Produktionsbedingungen zu kommunizieren und zu dokumentieren.

#### Prüfungsbereich Auftragsvorbereitung und Managementsysteme
Der Prüfungsteilnehmer bearbeitet in 150 Minuten schriftlich Aufgaben zu folgenden Themengebieten:
- Kundenorientierte Planung von Arbeitsprozessen unter Beachtung wirtschaftlicher, ökologischer, technischer und organisatorischer Vorgaben,
- Berücksichtigung vor- und nachgelagerter Produktionsbereiche,
- Strukturierung und Auswertung von Maschinendaten sowie anschließende Zusammenstellung und Sicherung der Daten für die Auftragsdokumentation,
- Nutzung von Informationen zu Maschinen und Anlagen, zum Produktionsprozess, zu Materialien und Werkzeugen sowie Entwicklung von Problemlösungen,
- Erläuterung der Instrumente und Vorschriften des Qualitäts- und Hygienemanagements,
- Durchführung prozessbezogener Berechnungen.

### Prüfungsbereich Wirtschafts- und Sozialkunde
Der Prüfungsteilnehmer bearbeitet in 60 Minuten schriftlich Aufgaben. Er weist nach, dass er allgemeine wirtschaftliche und gesellschaftliche Zusammenhänge der Berufs- und Arbeitswelt darstellen und beurteilen kann.

#### Gewichtung der Prüfungsbereiche
Die Prüfungsbereiche werden wie folgt gewichtet:
| Prüfungsbereich                            | Gewichtung |
| ------------------------------------------ | ---------- |
| Packmittelproduktion                       | 60 Prozent |
| Auftragsvorbereitung und Managementsysteme | 30 Prozent |
| Wirtschafts- und Sozialkunde               | 10 Prozent |

#### Bestehensregelung
Die Prüfung ist bestanden, wenn die Leistungen im Gesamtergebnis mit mindestens „ausreichend“, im Prüfungsbereich „Packmittelproduktion“ mit mindestens „ausreichend“,
in mindestens einem der übrigen Prüfungsbereiche mit mindestens „ausreichend“ und
in keinem Prüfungsbereich mit „ungenügend“ bewertet worden sind.

#### Mündliche Ergänzungsprüfung
Eine mündliche Ergänzungsprüfung von etwa 15 Minuten Dauer ist in den Prüfungsbereichen „Auftragsvorbereitung und Managementsysteme“ oder „Wirtschafts- und Sozialkunde“ möglich, wenn damit die Abschlussprüfung bestanden werden kann. Voraussetzung ist, dass diese Prüfungsbereiche mit schlechter als „ausreichend“ bewertet wurden. Eine mündliche Ergänzungsprüfung zur Verbesserung der Note ist nicht möglich.

## Anrechnungsmöglichkeiten
Ein Auszubildender, der seine Berufsausbildung im Ausbildungsberuf Maschinen- und Anlagenführer im Schwerpunkt Druckweiter- und Papierverarbeitung erfolgreich abgeschlossen hat, kann die Ausbildungsdauer einer
Berufsausbildung zum Packmitteltechnologen um zwei Jahre verkürzen.